# Lubiaojie (köpinghuvudort i Kina, Yunnan Sheng, lat 24,98, long 102,27)
Lubiaojie (kinesiska: 禄脿, 禄脿街, 禄脿镇) är en köpinghuvudort i Kina. Den ligger i provinsen Yunnan, i den sydvästra delen av landet, omkring 43 kilometer väster om provinshuvudstaden Kunming. Antalet invånare är 13 046. Befolkningen består av 6 262 kvinnor och 6 784 män. Barn under 15 år utgör 20,0 %, vuxna 15-64 år 67 %, och äldre över 65 år 11,0 %.
Runt Lubiaojie är det tätbefolkat, med 257 invånare per kvadratkilometer. Närmaste större samhälle är Caopujie, 12,1 km öster om Lubiaojie. Trakten runt Lubiaojie består till största delen av jordbruksmark.
Genomsnittlig årsnederbörd är 912 millimeter. Den regnigaste månaden är juni, med i genomsnitt 182 mm nederbörd, och den torraste är februari, med 9 mm nederbörd.